# Kampung Jawa Baru (Banda Sakti)
Kampung Jawa Baru is een bestuurslaag in het regentschap Lhokseumawe van de provincie Atjeh, Indonesië. Kampung Jawa Baru telt 2995 inwoners (volkstelling 2010).